# Volpedo
Volpedo est une commune italienne de la province d'Alexandrie, dans la région Piémont.

## Administration
| Période                                  | Période | Identité | Étiquette | Qualité |
| ---------------------------------------- | ------- | -------- | --------- | ------- |
|                                          |         |          |           |         |
| Les données manquantes sont à compléter. |         |          |           |         |

### Hameaux
Cà Barbieri, Cà Stringa, Croce, Casanova

### Communes limitrophes
Casalnoceto, Godiasco, Monleale, Montemarzino, Pozzol Groppo, Volpeglino